# Christian Chaussy
Christian G. Chaussy (* Januar 1945) ist ein deutscher Urologe und Chirurg, bekannt für seine Beteiligung an der Entwicklung der Nierensteinzertrümmerung mit Stoßwellen (ESWL, Extrakorporale Stoßwellenlithotripsie).
Chaussy studierte Medizin an der Ludwig-Maximilians-Universität München (LMU), an der er 1972 promovierte und danach am Institut für Chirurgische Forschung in der Transplantationsmedizin forschte. Dafür erhielt er 1975 (mit Claus Hammer) den von-Langenbeck-Preis der Deutschen Gesellschaft für Chirurgie. Im selben Jahr war er bei Roy Calne in Cambridge. Er war danach in der Urologie (bei Egbert Schmiedt), wo ab etwa 1975 seine Forschung mit Ferdinand Eisenberger und dem Physiker Bernd Forßmann von der Firma Dornier-System über ESWL begann. Das führte zur ersten Behandlung eines Patienten mit der neuen Methode am 7. Februar 1980 durch Chaussy und Dieter Jocham in München. 1981 wurde er Professor für Urologie in München und Leiter der Lithotripsie-Einheit am Klinikum in Großhadern. 1984 wurde er Professor für Urologie an der University of California, Los Angeles und 1986 Leiter der Urologie am Klinikum Harlaching in München. 2010 ging er dort in den Ruhestand. Er hat eine beratende Professur an der Universität Regensburg und außerdem eine Professur an der Keck School of Medicine der University of Southern California.
Am Klinikum Harlaching begann er 1996 mit Stefan Thüroff mit der Behandlung von Prostatakrebs durch Ultraschall (High Frequency Focused Ultrasound, HIFU), ein Verfahren, das er mit entwickelte. In der Folge behandelten sie damit über 2500 Patienten (2011).
1981 erhielt er mit Eisenberger, Forßmann und anderen den Maximilian-Nitze-Preis der Deutschen Gesellschaft für Urologie, und außerdem erhielt er deren Ritter-von-Frisch-Preis. Er erhielt den Lifetime-Achievement-Award der Endourological Society (deren Präsident er 2012 wurde), ist Ehrenmitglied des Royal College of Surgeons Edinburgh und war zwanzig Jahre Präsident der Deutschen Lithotripsie-Gesellschaft. Er hat eine Ehrenprofessur an der Medizinischen Hochschule Peking, ist Ehrenmitglied der chinesischen urologischen Gesellschaft und Mitglied des wissenschaftlichen Beirats des Rinecker Proton Therapy Center, einer Privatklinik zur Strahlentherapie in München (2014). Chaussy gehört dem Stiftungsrat der Franz-Beckenbauer-Stiftung an.

## Schriften
- C. Chaussy, T. Bergsdorf, S. Thüroff: Extrakorporale Stoßwellenlithotripsie. Vergangenheit, Gegenwart und Zukunft, Der Urologe, Band 45,  2006, Sonderheft, S. 189–194
- F. Eisenberger, C. Chaussy, B. Forßmann: Extrakorporale Stoßwellenlithotripsie (ESWL). Chronologie einer Entwicklung, Der Urologe, Band 46, 2007, S. 1015–1019
- Extracorporal shock wave lithotripsy: technical concept, experimental research, and clinical application, 2. Auflage, Basel, Karger 1986 (Habilitation, zuerst 1980 Berührungsfreie Nierensteinzertrümmerung durch extrakorporal erzeugte, fokussierte Stoßwellen)